# Colin von Ettingshausen
Colin von Ettingshausen, né le 11 août 1971 à Düsseldorf, est un rameur d'aviron allemand. 

## Carrière
Colin von Ettingshausen participe aux Jeux olympiques d'été de 1992 à Barcelone et remporte la médaille d'argent en deux sans barreur avec Peter Hoeltzenbein.